# Elgin (Texas)
Elgin es una ciudad ubicada en el condado de Bastrop en el estado estadounidense de Texas. En el Censo de 2010 tenía una población de 8.135 habitantes y una densidad poblacional de 542,01 personas por km².

## Geografía
Elgin se encuentra ubicada en las coordenadas 30°21′11″N 97°23′19″O / 30.35306, -97.38861. Según la Oficina del Censo de los Estados Unidos, Elgin tiene una superficie total de 15.01 km², de la cual 15.01 km² corresponden a tierra firme y (0%) 0 km² es agua.

## Demografía
Según el censo de 2010, había 8.135 personas residiendo en Elgin. La densidad de población era de 542,01 hab./km². De los 8.135 habitantes, Elgin estaba compuesto por el 57.14% blancos, el 17.3% eran afroamericanos, el 1.01% eran amerindios, el 0.49% eran asiáticos, el 0.2% eran isleños del Pacífico, el 20.12% eran de otras razas y el 3.75% pertenecían a dos o más razas. Del total de la población el 45.67% eran hispanos o latinos de cualquier raza.